# Мараньян (футболист, 1942)
Жозе́ Рибамар Селестино (порт.-браз. José Ribamar Celestino; 3 июля, по другим данным 30 июня 1942, Сан-Луис, штат Мараньян — 22 августа 2007, Рио-де-Жанейро), иногда Жозе́ де Рибамар Селестино (порт.-браз. José de Ribamar Celestino), более известный как Маранья́н (порт.-браз. Maranhão) — бразильский футболист, полузащитник.

## Карьера
Мараньян родился в семье Бруно Северо Селестино и Жуакины Рибамар Селестино. Когда он был совсем ещё юным, мама мальчика умерла. Мараньян начал карьеру в молодёжном составе клуба «Айморе», откуда перешёл в «Сампайо Корреа». В матче сборной Мараньяна и клуба «Ботафого» его заметил футбольный арбитр Марио Вианна. Он порекомендовал футболиста знакомым из клуба «Васко да Гама». При этом Вианна обращался и в другие команды, включая «Фламенго». Однако «Васко» был быстрее. 15 февраля 1959 года с ним был подписан профессиональный контракт. Первоначально полузащитник выступал за молодёжные команды клуба, где сыграл в 18 матчах и забил 6 голов и выиграл в 1960 и 1961 годах два молодёжных чемпионата Рио-де-Жанейро. В 1961 году он был переведён в основной состав команды, где дебютировал 1 мая во встрече с «Санта-Крузом» (2:1). 8 июля того же года Мараньян забил первый мяч за клуб, поразив ворота «Португезы» в розыгрыше чемпионата штата (3:0).
В клубе Мараньян составил дуэт в центре полузащиты вместе с Лорико и выступал вместе с ним на протяжении нескольких лет. В 1963 году футболист участвовал с «Васко» на международном турнире в Чили, где его клуб набрал одинаковое количество очков с победителем, однако остался вторым по разнице забитых и пропущенных голов. А затем, в том же году выиграл аналогичный турнир в Мехико. В 1965 году Мараньян помог команде завоевать трофей четырёхсотлетия Рио-де-Жанейро, Кубок Гуанабара, а ещё через год отпраздновал победу в турнире Рио—Сан-Паулу. 25 июня 1967 года футболист провёл последний матч в составе «Васко» против «Америки» (2:2). Всего за клуб Мараньян сыграл в 285 встречах и забил 14 голов, по другим данным 257 матчей и 16 голов.
Летом 1967 года Мараньян был арендован клубом «Флуминенсе» из Фейра-ди-Сантаны. А по возвращении из аренды стал частью сделки по переходу в «Васко да Гаму» защитника «Комерсиала» из Рибейран-Прету Бенедито Феррейры. Затем игрок выступал за «Ферровиарию», клуб «Сан-Бенту», вновь за «Комерсиал» и «Сан-Кристован». В 1972 году Мараньян перешёл в клуб АБС. Там он играл до 1974 года, выиграв с ним два чемпионата штата Риу-Гранди-ду-Норти. После этого он ещё пару лет работал с команде, тренируя молодёжные составы АБС. В 1976 году Мараньян возвратился в «Васко», работая в структуре клуба. Параллельно с этим футболист работал управляющим парком такси. 22 августа 2007 года он участвовал в матче ветеранов на поле в районе Виста-Алегри между командами «Папа-кон-Ломбу» и «Вила-Ранжель». Прямо во время игры Мараньяну стало плохо, и он скончался. Причиной смерти был назван обширный сердечный приступ.

## Международная статистика
| Матчи Мараньяна за олимпийскую сборную Бразилии | Матчи Мараньяна за олимпийскую сборную Бразилии | Матчи Мараньяна за олимпийскую сборную Бразилии | Матчи Мараньяна за олимпийскую сборную Бразилии | Матчи Мараньяна за олимпийскую сборную Бразилии | Матчи Мараньяна за олимпийскую сборную Бразилии | Матчи Мараньяна за олимпийскую сборную Бразилии |
| ----------------------------------------------- | ----------------------------------------------- | ----------------------------------------------- | ----------------------------------------------- | ----------------------------------------------- | ----------------------------------------------- | ----------------------------------------------- |
| №                                               | Дата                                            | Место проведения                                | Оппонент                                        | Счёт                                            | Голы                                            | Турнир                                          |
| 1                                               | 11 августа 1959                                 | Рио-де-Жанейро                                  | Бразилия (воен.)                                | 4:1                                             | —                                               | Товарищеский матч                               |
| 2                                               | 14 августа 1959                                 | Рио-де-Жанейро                                  | Бразилия (воен.)                                | 1:2                                             | —                                               | Товарищеский матч                               |
| 3                                               | 29 августа 1959                                 | Чикаго                                          | Коста-Рика (олимп.)                             | 4:2                                             | —                                               | Панамериканские игры                            |
| 4                                               | 30 августа 1959                                 | Чикаго                                          | Куба (олимп.)                                   | 4:0                                             | —                                               | Панамериканские игры                            |
| 5                                               | 31 августа 1959                                 | Чикаго                                          | США (олимп.)                                    | 3:5                                             | —                                               | Панамериканские игры                            |
| 6                                               | 2 сентября 1959                                 | Чикаго                                          | Гаити (олимп.)                                  | 9:1                                             | 1                                               | Панамериканские игры                            |
| 7                                               | 3 сентября 1959                                 | Чикаго                                          | Мексика (олимп.)                                | 6:2                                             | —                                               | Панамериканские игры                            |
| 8                                               | 5 сентября 1959                                 | Чикаго                                          | Аргентина (олимп.)                              | 1:1                                             | —                                               | Панамериканские игры                            |
| 9                                               | 20 декабря 1959                                 | Богота                                          | Колумбия (олимп.)                               | 0:2                                             | —                                               | Предолимпийский турнир КОНМЕБОЛ                 |
| 10                                              | 27 декабря 1959                                 | Рио-де-Жанейро                                  | Колумбия (олимп.)                               | 9:1                                             | —                                               | Предолимпийский турнир КОНМЕБОЛ                 |
| 11                                              | 19 апреля 1960                                  | Лима                                            | Мексика (олимп.)                                | 2:1                                             | —                                               | Предолимпийский турнир КОНМЕБОЛ                 |
| 12                                              | 21 апреля 1960                                  | Лима                                            | Аргентина (олимп.)                              | 1:3                                             | —                                               | Предолимпийский турнир КОНМЕБОЛ                 |
| 13                                              | 27 апреля 1960                                  | Лима                                            | Суринам (олимп.)                                | 4:1                                             | 1                                               | Предолимпийский турнир КОНМЕБОЛ                 |
| 14                                              | 30 апреля 1960                                  | Лима                                            | Перу (олимп.)                                   | 0:2                                             | —                                               | Предолимпийский турнир КОНМЕБОЛ                 |
| 15                                              | 27 июля 1960                                    | Жуис-ди-Фора                                    | Тупинумбас                                      | 1:1                                             | —                                               | Товарищеский матч                               |
| 16                                              | 4 августа 1960                                  | Трес-Риус                                       | Энтрерриентсе                                   | 1:0                                             | —                                               | Товарищеский матч                               |
| 17                                              | 29 августа 1960                                 | Рим                                             | Тайвань (олимп.)                                | 5:0                                             | —                                               | Олимпиада                                       |

## Достижения
- Обладатель Кубка Гуанабара: 1965
- Победитель турнира Рио — Сан-Паулу: 1966
- Чемпион штата Риу-Гранди-ду-Норти: 1972, 1973